# Harrie Lichtenberg
Henricus W.M. (Harry) Lichtenberg (Vorden, 19 mei 1936 - Elst, 17 mei 2023) was een Nederlands politicus van de KVP en later het CDA.
Hij werkte al op de gemeentesecretarie van Millingen aan de Rijn voor hij daar eind 1968 de kort daarvoor overleden P.M.A. Mulders opvolgde als gemeentesecretaris. In september 1977 werd Lichtenberg benoemd tot burgemeester van Pannerden en in augustus 1983 volgde zijn benoeming tot burgemeester van Gendt wat hij tot 1996 zou blijven.